# Andragogia

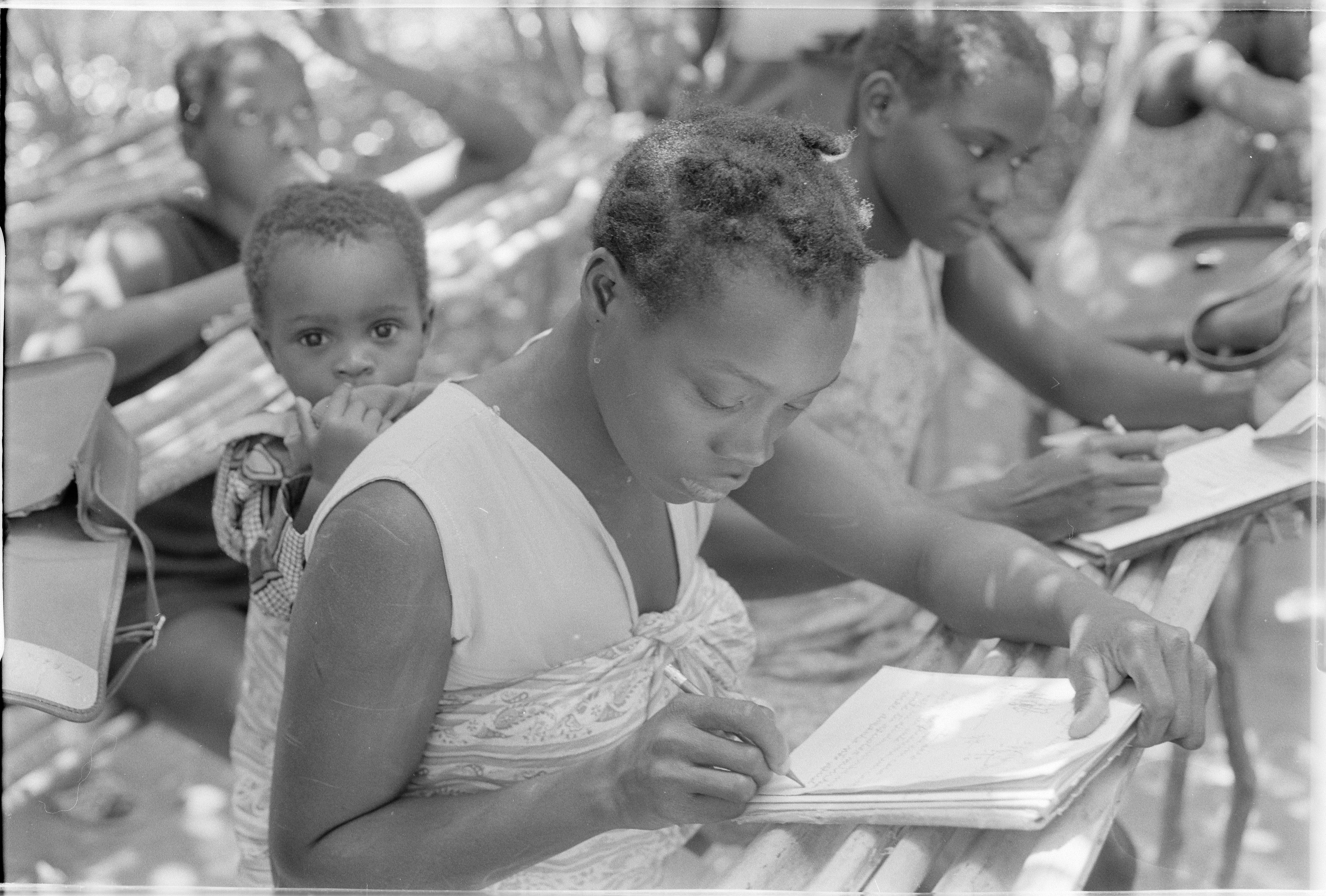
Escola para adultos na área libertada da Guiné-Bissau

Andragogia é a arte ou ciência de orientar adultos a aprender, segundo a definição cunhada na década de 1970 por Malcolm Knowles. O termo remete para o conceito de educação voltada para o adulto, em contraposição à pedagogia, que se refere à educação de crianças (do grego paidós, criança).

## Descrição
O termo surgiu pela primeira vez em 1833 na obra do pedagogo alemão Alexander Kapp, que em seu livro Platon's Erziehungslehre, traduzindo para o português como Ideias Educacionais de Platão. Alexander Kapp é citado como criador da andragogia, mas foi Malcolm Shepherd Knowles que espalhou o conceito de andragogia criado por Kapp, e por isso é considerado o pai da andragogia.
Para educadores como Pierre Furter (1973), a andragogia é um conceito amplo de educação do ser humano, em qualquer idade. A UNESCO, por sua vez, já utilizou o termo para referir-se à educação continuada:
| “               | Andragogia é a arte de causar o entendimento. | ” |
| — Franklin Wave |                                               |   |

Ciência que estuda as melhores práticas para orientar adultos a aprender. É preciso considerar que a experiência é a fonte mais rica para a aprendizagem de adultos. Estes são motivados a aprender conforme vivenciam necessidades e interesses que a aprendizagem satisfará em sua vida. O modelo andragógico baseia-se nos seguintes princípios:
1. Necessidade de saber – adultos precisam saber por que precisam aprender algo e qual o ganho que terão no processo.
2. Autoconceito do aprendiz – adultos são responsáveis por suas decisões e por sua vida, portanto querem ser vistos e tratados pelos outros como capazes de se autodirigir.
3. Papel das experiências – para o adulto suas experiências são a base de seu aprendizado. As técnicas que aproveitam essa amplitude de diferenças individuais serão mais eficazes.
4. Prontidão para aprender – o adulto fica disposto a aprender quando a ocasião exige algum tipo de aprendizagem relacionado a situações reais de seu dia-a-dia.
5. Orientação para aprendizagem – o adulto aprende melhor quando os conceitos apresentados estão contextualizados para alguma aplicação e utilidade.
6. Motivação – adultos são mais motivados a aprender por valores intrínsecos: autoestima, qualidade de vida, desenvolvimento.

## Crítica
O próprio Knowles mudou sua posição sobre se a andragogia realmente se aplicava apenas a adultos e passou a acreditar que "pedagogia-andragogia representa um continuum que vai desde a aprendizagem dirigida pelo professor até a aprendizagem dirigida pelo aluno e que ambas as abordagens são apropriadas para crianças e adultos, dependendo da situação."  Hanson (1996) argumenta que a diferença na aprendizagem não está relacionada à idade e ao estágio da vida de alguém, mas sim às características individuais e às diferenças de "contexto, cultura e poder" dentro de diferentes ambientes educacionais.
Em outra crítica à obra de Knowles, se destaca que o próprio autor foi incapaz de usar um de seus princípios (o autoconceito) com alunos adultos na extensão descrita por ele mesmo em suas práticas. Em um curso, Knowles parece permitir "liberdade quase total na determinação dos objetivos do aluno", mas ainda "pretendia" que os alunos escolhessem a partir de uma lista de 18 objetivos no plano de estudos. O autoconceito pode ser criticado não apenas do ponto de vista do instrutor, mas também do ponto de vista do aluno. Nem todos os alunos adultos saberão exatamente o que desejam aprender em um curso e podem querer buscar um esboço mais estruturado por um instrutor. Um instrutor não pode presumir que um adulto desejará a aprendizagem autodirigida em todas as situações. 
J.R. Kidd vai mais longe, afirmando que os princípios da aprendizagem devem ser aplicados ao desenvolvimento ao longo da vida. Ele sugeriu que construir uma teoria sobre a aprendizagem de adultos não faria sentido, pois não há uma base real para isso. P. Jarvis chega a sugerir que a andragogia seria mais o resultado de uma ideologia do que uma contribuição científica para a compreensão dos processos de aprendizagem.  O próprio Knowles menciona que a andragogia é um "modelo de suposições sobre a aprendizagem ou uma estrutura conceitual que serve como base para uma teoria emergente."  Parece haver uma falta de pesquisas sobre se esta estrutura de princípios de ensino e aprendizagem é mais relevante para alunos adultos ou se é apenas um conjunto de boas práticas que podem ser usadas tanto por crianças quanto por alunos adultos.